# Governo Kim Il-sung
Il governo Kim Il-sung è stato il primo e più lungo esecutivo della Repubblica Popolare Democratica di Corea, in carica dal 9 settembre 1948 al 28 dicembre 1972, col sostegno del Fronte Democratico per la Riunificazione della Patria.

## Appoggio parlamentare
| Assemblea popolare suprema | Assemblea popolare suprema | Seggi          |
| -------------------------- | --- | -------------- |
|                            | Partito del Lavoro di Corea Partito Democratico di Corea Partito Chondoista Chongu Totale maggioranza                                 | 157 35 227     |
|                            | Partito dei Lavoratori Partito Repubblicano del Popolo Partito Democratico Indipendente Altri partiti Indipendenti Totale opposizione | 20 171 114 345 |
| Totale                     | Totale | 572            |

| Assemblea popolare suprema | Assemblea popolare suprema | Seggi      |
| -------------------------- | --- | ---------- |
|                            | Partito del Lavoro di Corea Partito Democratico di Corea Partito Chondoista Chongu Totale maggioranza                                                           | 178 11 200 |
|                            | Partito dei Lavoratori Partito Repubblicano del Popolo Unione Buddista Partito Democratico Indipendente Unione Geonmin Popolare Indipendenti Totale opposizione | 3 2 1 5 15 |
| Totale                     | Totale | 215        |

| Assemblea popolare suprema | Assemblea popolare suprema                                                                                         | Seggi     |
| -------------------------- | --- | --------- |
|                            | Partito del Lavoro di Corea Partito Democratico di Corea Partito Chondoista Chongu Totale maggioranza              | 371 4 379 |
|                            | Partito dei Lavoratori Unione Buddista Unione Geonmin Popolare Partito Democratico Indipendente Totale opposizione | 1 4       |
| Totale                     | Totale | 383       |

| Assemblea popolare suprema | Assemblea popolare suprema                                                                            | Seggi       |
| -------------------------- | --- | ----------- |
|                            | Partito del Lavoro di Corea Partito Chondoista Chongu Partito Democratico di Corea Totale maggioranza | 288 4 1 293 |
|                            | Chongryon Unione Buddista Indipendenti Totale opposizione                                             | 7 1 156 164 |
| Totale                     | Totale                                                                                                | 457         |

| Assemblea popolare suprema | Assemblea popolare suprema                                                                            | Seggi       |
| -------------------------- | --- | ----------- |
|                            | Partito del Lavoro di Corea Partito Chondoista Chongu Partito Democratico di Corea Totale maggioranza | 127 4 1 132 |
|                            | Chongryon Unione Buddista Indipendenti Totale opposizione                                             | 7 1 401 409 |
| Totale                     | Totale                                                                                                | 541         |